# Seckel (pera)

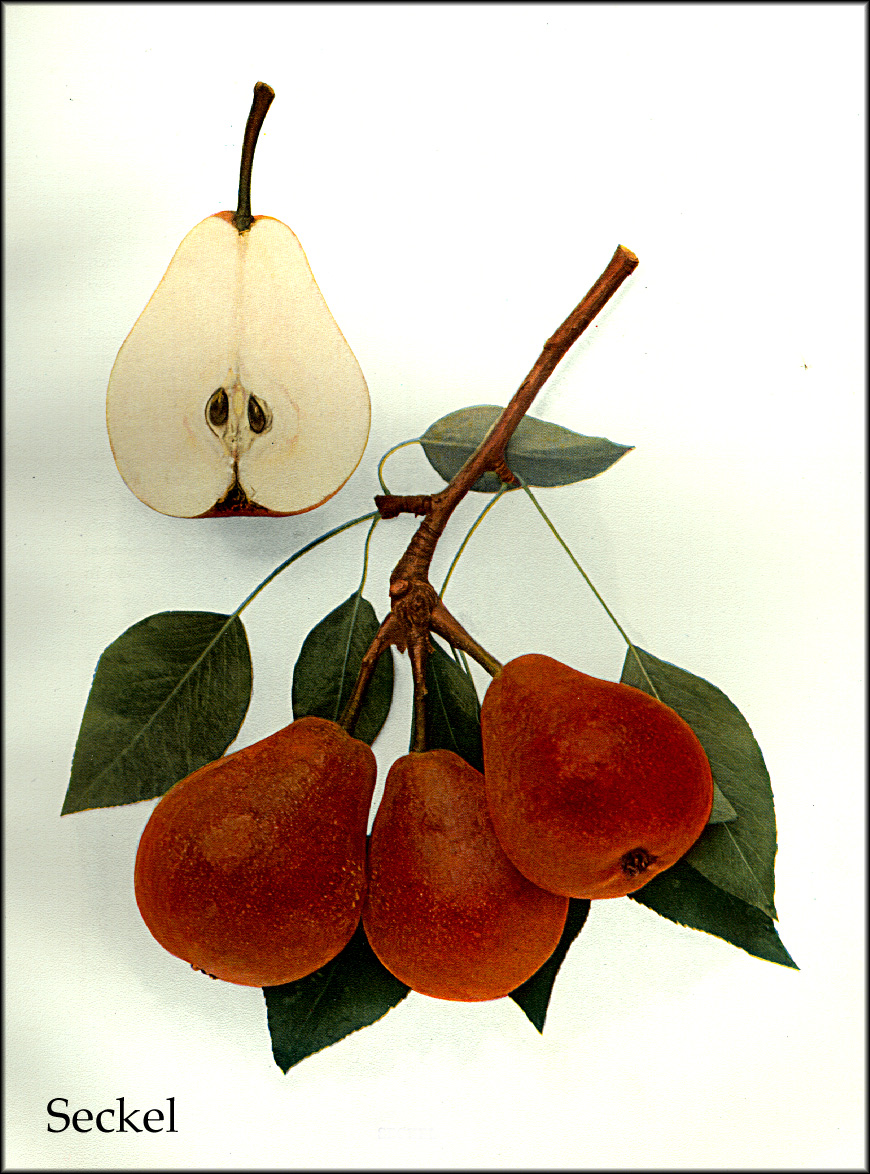
La pera Seckel, litografía de Hedrick (1921)

 'Seckel' es un cultivar antiguo de pera europea Pyrus communis. Una variedad de pera antigua de parentales desconocidos. Es una pera pequeña y muy dulce que se cree que se originó en Pensilvania . Las frutas son descritas como muy buenas.

## Sinonimia
- "Seckel pear",
- "Sugar pear",
- "Pera azucarera".[3]

## Origen
Se dice que la pera 'Seckel' lleva el nombre del granjero de Pensilvania que lo introdujo por primera vez a fines del siglo XVIII. Fue una de las variedades plantadas en Monticello por Thomas Jefferson, quien dijo que: 

"excedía todo lo que había probado desde que salí de Francia e igualaba a cualquier pera que había visto allí"

. Su gran respeto por el Seckel fue compartido por el eminente horticultor AJ Downing, quien calificó su sabor incluso por encima de las variedades de peras europeas. .
'Seckel' está cultivada en diversos bancos de germoplasma de cultivos vivos tales como en National Fruit Collection (Colección Nacional de Fruta) de Reino Unido con el número de accesión: 1945-174 y Nombre Accesión : Seckel (Robarts).
'Seckel' es el Parental-Madre de la variedades cultivares de pera:
- Carrick
- Cayuga
- Chapin
- Colette

'Seckel' es el Parental-Padre de la variedades cultivares de pera:
- Barseck

## Características
'Seckel' es un árbol relativamente pequeño, alcanza una altura de 15 a 20 pies y un ancho de aproximadamente 10 pies. Tiene corteza de color gris claro y se parece a un manzano. Sus flores blancas florecen a mediados de primavera. El árbol es resistente al frío, resistente a las heladas y resistente al fuego bacteriano. Tiene un tiempo de floración que comienza a partir del 20 de abril con el 10% de floración, para el 25 de abril tiene una floración completa (80%), y para el 6 de mayo tiene un 90% caída de pétalos. Tiene una abundante producción de frutas.
'Seckel' tiene una talla de fruto muy pequeño a pequeño; forma ovoide, con un peso promedio de 49,00 g; con nervaduras débiles; epidermis con color de fondo amarillo verdoso, con un sobre color rojo oscuro a marrón, importancia del sobre color alto, y patrón del sobre color chapa, presentando un punteado de ruginoso-"russeting" que cubre las dos cuartas partes de la superficie con puntos amarillos sobre el rojo, "russeting" (pardeamiento áspero superficial que presentan algunas variedades) medio (26-50%); cáliz medio y abierto, ubicado en una cuenca de profundidad media; ojo abierto; pedúnculo de una longitud media, con un ángulo recto a oblicuo, con una curva débil a media, y un grosor medio a grueso; carne de color amarillo. Es suculenta y se derrite en la boca.
El "russeting" (pardeamiento áspero superficial que presentan algunas variedades), es más o menos importante dependiendo de las condiciones climáticas.
La Seckel es una pera de invierno, recolectada en otoño, que puede almacenarse durante unos 5 meses. La fruta es muy dulce y crujiente, con un grano más grueso que la mayoría de las variedades europeas. En comparación con la mayoría de las otras peras, son muy pequeñas, de menos de 3 "de largo y ancho.

## Cultivo
Para injertar los perales, uno puede usar como portainjerto un membrillo de Provenza.
La producción se verá favorecida por la presencia de variedades polinizadoras como las peras: 'Pear Beth', 'Conference', 'Doyenné du Comice', 'Fondante d'Automne', 'Josephine de Malines', 'Louise Bonne of Jersey', 'Merton Pride', y 'Winter Nelis'.